# Lokkeduen (film fra 1999)
Lokkeduen (originaltitel Entrapment) er en kupfilm fra 1999, der er instrueret af Jon Amiel og skrevet af Ronald Bass. Hovedrollerne bliver spillet af Sean Connery og Catherine Zeta-Jones, og blandt de øvrige medvirkende er Will Patton, Ving Rhames og Maury Chaykin. Filmen handler om forholdet mellem forsikringsefterforskeren Virginia "Gin" Baker og den professionelle tyv Robert "Mac" MacDougal mens de forsøger at gennemføre et kup i forbindelse med indtrædelsen i det nye årtusinde. Simon West og Antoine Fuqua var begge på tale som instruktører inden Amiel blev hyret.
Optagelserne foregik fra 29. juni til oktober 1998 og foregik på steder som Blenheim Palace, Savoy Hotel London, Lloyd's of London, Borough Market, London, Duart Castle på Isle of Mull i Skotland, Petronas Towers i Kuala Lumpur (dele af disse optagelser blev færdiggjort i Pinewood Studios) og Bukit Jalil LRT station. Skiltene på stationen var dog Pudu LRT station.
Filmen havde premiere i USA 30. april 1999 og i Storbritannien 2. juli 1999. Den modtog blandede anmeldelser, men blev en finansiel succes, idet den indspillede for $212,4 mio. mod et budget på $66 mio.

## Medvirkende
- Sean Connery som Robert "Mac" MacDougal
- Catherine Zeta-Jones som Virginia "Gin" Baker
- Will Patton som Hector Cruz
- Ving Rhames som FBI Agent Aaron Thibadeaux
- Maury Chaykin som Conrad Greene
- Kevin McNally som Haas
- Terry O'Neill som Quinn
- Madhav Sharma som Security Chief
- David Yip som Chief Of Police
- Tim Potter som Millennium Man
- Rolf Saxon som Director
- Maya Karin (Cameo)